# うしかい座ミュー星
うしかい座μ星は、うしかい座にある連星系。2つの7等星からなる連星μ2星が、4等星のμ1星の周囲を回るという連星系である。

## 概要
地球からは、主星のμ1星とμ2星（伴星B・Cのペア）は1.8分離れて見える。伴星BとCは1.5秒離れて見え、54auの距離を約260年かけて互いに周回していると考えられている。また、μ1星自体も連星であることが示唆されている。

## 名称
固有名アルカルロプス（Alkalurops）は、ギリシャ語で「棍棒」を意味する言葉がアラビア語、ラテン語、さらにギリシャ語に訳される中で「羊飼いの杖」を意味する言葉となったものである。2016年8月21日に国際天文学連合の恒星の命名に関するワーキンググループ (Working Group on Star Names, WGSN) は、Alkalurops をμ1星の固有名として正式に承認した。